# 澧県
澧県（れい-けん）は中華人民共和国湖南省常徳市に位置する県。
洞庭湖へ向かう澧水が流れる。

## 行政区画
- 街道：澧西街道、澧陽街道、澧浦街道、澧澹街道
- 鎮：澧南鎮、小渡口鎮、夢渓鎮、復興鎮、塩井鎮、大堰壋鎮、王家廠鎮、金羅鎮、碼頭鋪鎮、甘渓灘鎮、火連坡鎮、如東鎮、涔南鎮、官垸鎮、城頭山鎮